# 丽江市
丽江市是中华人民共和国云南省下辖的地级市，位于云南省西北部。市境西北接迪庆州，西连怒江州，西南界大理州，东南临楚雄州，东邻四川省攀枝花市，东北通四川省凉山州。地处横断山脉北段向云贵高原过渡带，有闻名的玉龙雪山，并有泸沽湖、程海等湖泊，金沙江流经市境。全市面积20,555平方千米，2020年总人口125.39万，少数民族人口比例超过五成，市人民政府驻古城区。丽江是古代丝绸之路和茶马古道的中转站，丽江古城始建于大理国。1986年国务院将丽江列为国家历史文化名城。丽江是中国重要的旅游城镇之一，被《米其林旅游指南》评为“三星级旅游推荐”（最高级别）。

## 历史
西汉元鼎六年（前111年）置越巂郡，今市境属之。三国蜀汉建兴三年（225年），分建宁、越巂、永昌三郡之地设置云南郡，属庲降都督。西晋改庲降都督地为宁州。隋置南宁州，今市境属之。后地入南诏，今境属南诏剑川节度。大理国时属善巨郡，今永胜县为郡治。
元至元十三年（1276年）置丽江路（治今玉龙县石鼓镇），因金沙江环绕而得名，金沙江古名犁水，后讹为丽水，故名丽江。至元十五年（1278年）改善巨郡为旋州，又置顺州（治今宾川县州城镇），均属丽江路。至元十六年（1279年）置永宁州（治今宁蒗县永宁乡）、蒗蕖州（治今宁蒗县），属丽江路。至元十七年（1280年）改旋州为北胜州，至元二十年（1283年）升为北胜府。
明洪武十五年（1382年）改丽江路为丽江府；降北胜府为北胜州，与顺州均属鹤庆府。永乐四年（1406年）升永宁州为永宁府，天启中废蒗蕖州。正统七年（1442年）北胜州改隶云南布政司。清康熙三十七年（1698年），以永宁、北胜各取一字置永北府（治今永胜县）。康熙三十八年（1699年）原顺州地划属永北府。乾隆三十五年（1770年）设丽江县，为丽江府治；改永北府为永北直隶厅。道光十九年（1839年）复置蒗蕖州，属永北直隶厅。光绪三十四年（1908年）置华坪县。
民国二年（1913年）废府、州、厅改县，计有丽江县、永北县、华坪县，属滇西道，次年改腾越道，1927年废腾越道。1934年因屡经兵祸，以“北”字含有败北之意，县名“词欠雅驯”，遂改永北县为永胜县。1935年析永胜县原蒗蕖州地为宁蒗设治局，治今大兴镇。民国三十一年（1942年）各县、设治局属云南省第七行政督察区。
中华人民共和国成立后，1950年设立丽江专区。辖丽江、永胜、华坪、剑川、鹤庆、兰坪、中甸、维西、碧江9县和宁蒗、德钦、福贡、贡山4个设治区，专员公署驻丽江县，并析宁蒗设治区南部置凉山彝族办事处。1952年碧江县和福贡、贡山、德钦3设治区改设自治区。1954年碧江、福贡、贡山3自治区划归怒江傈僳族自治区。1956年德钦自治区和维西、中甸2县划归迪庆州；剑川、鹤庆2县划归大理州；兰坪县划归怒江州；同年9月20日，宁蒗县与凉山办事处合并，成立宁蒗彝族自治县。1961年4月10日，丽江县改设丽江纳西族自治县。1965年将华坪县10个公社划归四川省渡口市（今攀枝花市）。1970年丽江专区改称丽江地区。2002年12月26日，国务院批准撤销麗江地區和麗江納西族自治縣，設立地級丽江市；原麗江县改設古城區和玉龍納西族自治縣。
丽江古城（当地人习惯称之为大研镇或大研古城）始建于大理国时期。丽江土司（世袭统治者）姓「木」，筑城势必如木字加框而成“困”字之故，它是中国历史文化名城中唯一没有城墙的古城。明代著名旅行家徐霞客的《滇游日记》曾写丽江古城中木氏土司宫邸「木府」“宫室之丽，拟于王者”。城区则“居庐骈集，萦城带谷”、“民房群落，瓦屋栉比”。1996年2月3日，丽江发生7级强烈地震，造成309人死亡、4,070人重伤和12,987人轻伤。震后修复的丽江古城區是保存相对比较完好的少数民族古城，集中了纳西文化的精华，并保留了大理、元以来形成的历史风貌，1997年12月4日被联合国教科文组织列为世界文化遗产。

## 地理

丽江拉市海全景

丽江处于青藏高原与云贵高原的衔接地段，市区古城区在丽江坝子（或丽江坝区）内。丽江地貌多样，有雪山、草甸等自然景观，且因丽江各地地形状况和热力状况迥异，故该市各区域小气候十分显著。
丽江市位于北纬25°23'－27°56'，东经99°23'－101°31'之间。世界文化遗产之一的丽江古城坐落在丽江坝区中部，海拔2,400余米。丽江市区附近有主峰海拔5,596米的玉龙雪山，该市亦拥有世界自然遗产之一的虎跳峡的一部分。

### 气候
由于地处低纬度和高原地形，丽江坝区气候宜人，四季如春，属亚热带高原型气候（柯本 Cwb）。丽江坝区的气候特点为：冬无严寒、晴朗，夏无酷暑、潮湿、相对阴沉但月中仍易见阳光。
坐落在丽江市区的丽江国家气象基准站最冷月（1月）平均气温为6.0℃，最热月（6月）平均气温为18.4℃。
| 1981–2010年间丽江市的平均气象数据                                      | 1981–2010年间丽江市的平均气象数据 | 1981–2010年间丽江市的平均气象数据 | 1981–2010年间丽江市的平均气象数据 | 1981–2010年间丽江市的平均气象数据 | 1981–2010年间丽江市的平均气象数据 | 1981–2010年间丽江市的平均气象数据 | 1981–2010年间丽江市的平均气象数据 | 1981–2010年间丽江市的平均气象数据 | 1981–2010年间丽江市的平均气象数据 | 1981–2010年间丽江市的平均气象数据 | 1981–2010年间丽江市的平均气象数据 | 1981–2010年间丽江市的平均气象数据 | 1981–2010年间丽江市的平均气象数据 |
| 月份                                                                   | 1月                               | 2月                               | 3月                               | 4月                               | 5月                               | 6月                               | 7月                               | 8月                               | 9月                               | 10月                              | 11月                              | 12月                              | 全年                              |
| ---------------------------------------------------------------------- | --------------------------------- | --------------------------------- | --------------------------------- | --------------------------------- | --------------------------------- | --------------------------------- | --------------------------------- | --------------------------------- | --------------------------------- | --------------------------------- | --------------------------------- | --------------------------------- | --------------------------------- |
| 历史最高温 °C（°F）                                                    | 22.6 (72.7)                       | 23.6 (74.5)                       | 26.3 (79.3)                       | 28.9 (84.0)                       | 30.8 (87.4)                       | 31.8 (89.2)                       | 31.4 (88.5)                       | 28.2 (82.8)                       | 28.7 (83.7)                       | 25.9 (78.6)                       | 23.6 (74.5)                       | 22.8 (73.0)                       | 31.8 (89.2)                       |
| 平均高温 °C（°F）                                                      | 14.0 (57.2)                       | 15.0 (59.0)                       | 17.3 (63.1)                       | 20.2 (68.4)                       | 22.9 (73.2)                       | 24.1 (75.4)                       | 23.3 (73.9)                       | 22.9 (73.2)                       | 21.4 (70.5)                       | 20.2 (68.4)                       | 17.1 (62.8)                       | 14.6 (58.3)                       | 19.4 (67.0)                       |
| 日均气温 °C（°F）                                                      | 6.4 (43.5)                        | 8.0 (46.4)                        | 10.7 (51.3)                       | 13.6 (56.5)                       | 16.6 (61.9)                       | 18.6 (65.5)                       | 18.2 (64.8)                       | 17.5 (63.5)                       | 15.9 (60.6)                       | 13.6 (56.5)                       | 9.5 (49.1)                        | 6.6 (43.9)                        | 12.9 (55.3)                       |
| 平均低温 °C（°F）                                                      | 0.3 (32.5)                        | 2.5 (36.5)                        | 5.4 (41.7)                        | 8.3 (46.9)                        | 11.3 (52.3)                       | 14.5 (58.1)                       | 14.8 (58.6)                       | 14.0 (57.2)                       | 12.4 (54.3)                       | 8.9 (48.0)                        | 3.7 (38.7)                        | 0.3 (32.5)                        | 8.0 (46.4)                        |
| 历史最低温 °C（°F）                                                    | −6.1 (21.0)                       | −5.7 (21.7)                       | −4.0 (24.8)                       | 0.7 (33.3)                        | 3.5 (38.3)                        | 6.2 (43.2)                        | 8.6 (47.5)                        | 6.6 (43.9)                        | 3.4 (38.1)                        | 1.7 (35.1)                        | −3.7 (25.3)                       | −10.3 (13.5)                      | −10.3 (13.5)                      |
| 平均降水量 mm（）                                                      | 4.0 (0.16)                        | 5.7 (0.22)                        | 14.6 (0.57)                       | 18.2 (0.72)                       | 66.0 (2.60)                       | 165.1 (6.50)                      | 242.3 (9.54)                      | 215.7 (8.49)                      | 165.5 (6.52)                      | 66.3 (2.61)                       | 13.4 (0.53)                       | 3.4 (0.13)                        | 980.2 (38.59)                     |
| 平均降水天数（≥ 0.1 mm）                                               | 1.9                               | 3.9                               | 6.6                               | 7.9                               | 11.7                              | 20.3                              | 24.2                              | 22.3                              | 20.8                              | 11.5                              | 4.3                               | 1.5                               | 136.9                             |
| 平均相對濕度（％）                                                     | 45                                | 44                                | 47                                | 51                                | 59                                | 71                                | 80                                | 82                                | 83                                | 72                                | 61                                | 52                                | 62                                |
| 月均日照時數                                                           | 259.9                             | 229.7                             | 248.4                             | 233.4                             | 225.1                             | 156.7                             | 134.2                             | 155.0                             | 138.8                             | 195.2                             | 226.6                             | 260.3                             | 2,463.3                           |
| 可照百分比                                                             | 79                                | 73                                | 67                                | 61                                | 54                                | 38                                | 32                                | 38                                | 38                                | 55                                | 70                                | 80                                | 56                                |
| 来源1：中国气象局气象数据中心                                          |                                   |                                   |                                   |                                   |                                   |                                   |                                   |                                   |                                   |                                   |                                   |                                   |                                   |
| 来源2：中国气象科学数据共享服务网（1971–2000年间的降水天数和日照数据） |                                   |                                   |                                   |                                   |                                   |                                   |                                   |                                   |                                   |                                   |                                   |                                   |                                   |

## 政治

### 现任领导
| 机构     | · 中国共产党 · 丽江市委员会 | 丽江市人民代表大会 常务委员会 | 丽江市人民政府    | · 中国人民政治协商会议 · 丽江市委员会 | 丽江市监察委员会     |
| 职务     | 书记                        | 主任                          | 市长              | 主席                                  | 主任                 |
| -------- | --------------------------- | ----------------------------- | ----------------- | ------------------------------------- | -------------------- |
| 姓名     | 浦虹（女）                  | 杨大赟                        | 李刚              | 崔家周                                | 聂金辉               |
| 民族     | 汉族                        | 汉族                          | 汉族              | 汉族                                  | 汉族                 |
| 籍贯     | 云南省宣威市                | 云南省保山市                  | 云南省楚雄市      |                                       | 福建省三明市建寧縣   |
| 出生日期 | 1972年12月（52歲）          | 1971年2月（54歲）             | 1970年9月（54歲） | 1969年12月（55歲）                    | 1972年5月（52—53歲） |
| 就任日期 | 2021年6月                   | 2025年2月                     | 2023年3月         | 2024年2月                             | 2024年4月            |

### 历任领导
| 市委书记 - 欧阳坚（2003年1月－2004年11月） - 和自兴（2004年12月－2009年12月） - 王君正（2009年12月－2012年9月） - 罗杰（2012年9月－2017年5月） - 崔茂虎（2017年5月－2021年6月） - 浦虹（2021年6月－） | 市长 - 和自兴（2002年12月－2005年6月） - 张祖林（2005年6月－2007年5月） - 王君正（2007年6月－2009年12月） - 和良辉（2010年1月－2014年5月） - 张泽军（2014年5月－2016年2月） - 郑艺（2016年2月－2020年12月） - 浦虹（2020年12月－2021年6月） - 苏永忠（2021年6月－2023年3月） - 李刚（2023年3月－） |

### 行政区划
丽江市下辖1个市辖区、2个县、2个自治县。
- 市辖区：古城区
- 县：永胜县、华坪县
- 自治县：玉龙纳西族自治县、宁蒗彝族自治县

## 经济
2020年统计，丽江市地区生产总值512.75亿元，同比增长8.2%。第一、二、三产业增加值分别为77.53亿元、165.50亿元、269.72亿元，三次产业结构比为15.1 : 32.3 : 52.6:39。人均生产总值40,841元，低于云南省平均值（51,975元），:39城镇常住居民人均可支配收入37,022元，农村常住居民人均可支配收入12,370元。全市固定资产投资增长12.3 %。全年地方一般公共预算收入43.15亿元，人均3,438元；地方一般公共预算支出175.6亿元，人均13,992元。

## 人口

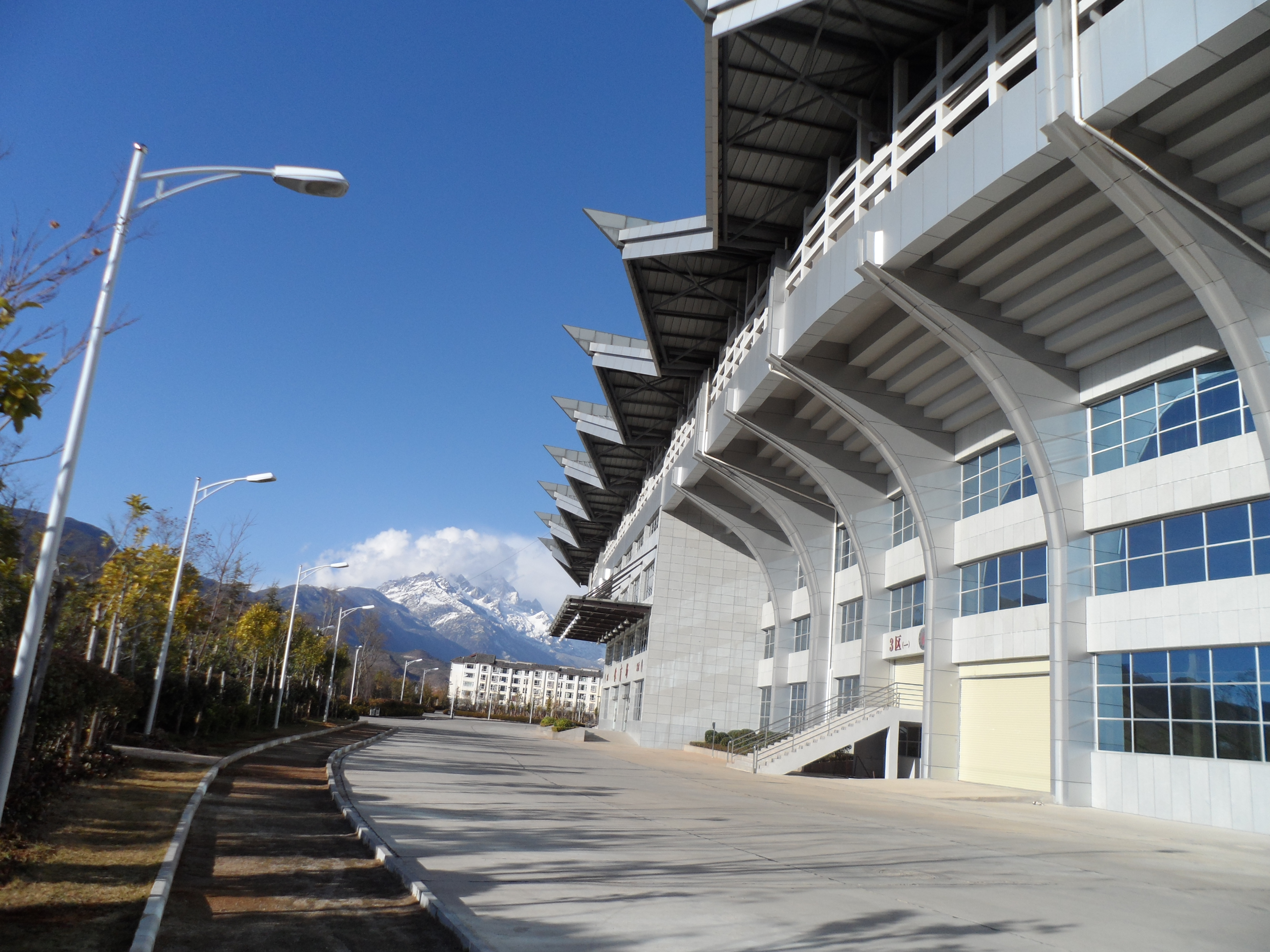
丽江体育馆

根据2020年第七次全国人口普查，全市常住人口为1,253,878人。同第六次全国人口普查的1,244,769人相比，十年共增加了9,109人，增长0.73%，年平均增长率为0.07%。其中，男性人口为646,314人，占总人口的51.55%；女性人口为607,564人，占总人口的48.45%。总人口性别比（以女性为100）为106.38。0－14岁的人口为213,592人，占总人口的17.03%；15－59岁的人口为857,987人，占总人口的68.43%；60岁及以上的人口为182,299人，占总人口的14.54%，其中65岁及以上的人口为132,894人，占总人口的10.6%。居住在城镇的人口为597,447人，占总人口的47.65%；居住在乡村的人口为656,431人，占总人口的52.35%。
2021年末全市户籍人口123.81万人，其中城镇户籍人口35.07万人；少数民族户籍人口75.89万人，占全市户籍总人口的61.29%。

### 民族
丽江是一个多民族聚居的地方，中国的纳西族（拥有自己的象形文字）主要分布在丽江，人口约为23万（包含摩梭人，与大多数纳西族人不同，母系氏族，当地人称为走婚）。还有彝族，傈僳族，花傈僳等民族。丽江有中国唯一的一个纳西族自治县，县内居民以纳西族为主，兼有白族、彝族、傈僳族、普米族等少数民族。其中纳西族的东巴文化被誉为世界上唯一保留完整的“活着的象形文字”。
全市常住人口中，汉族人口为546,148人，占43.56%；各少数民族人口为707,730人，占56.44%。与2010年第六次全国人口普查相比，汉族人口增加8,255人，增长1.53%，占总人口比例增加0.34个百分点；各少数民族人口增加854人，增长0.12%，占总人口比例下降0.34个百分点。其中，彝族人口减少2,684人，下降1.1%，占总人口比例下降0.36个百分点；纳西族人口减少9,426人，下降3.92%，占总人口比例下降0.89个百分点；傈僳族人口减少4,483人，下降3.87%，占总人口比例下降0.43个百分点。
| 民族名称                | 汉族    | 彝族    | 纳西族  | 傈僳族  | 白族   | 普米族 | 傣族   | 未定族称人口 | 苗族  | 藏族  | 其他民族 |
| ----------------------- | ------- | ------- | ------- | ------- | ------ | ------ | ------ | ------------ | ----- | ----- | -------- |
| 人口数                  | 546,148 | 240,716 | 231,154 | 111,247 | 58,568 | 19,380 | 10,893 | 7,905        | 7,212 | 6,224 | 14,431   |
| 占总人口比例（%）       | 43.56   | 19.20   | 18.44   | 8.87    | 4.67   | 1.55   | 0.87   | 0.63         | 0.58  | 0.50  | 1.15     |
| 占少数民族人口比例（%） | －      | 34.01   | 32.66   | 15.72   | 8.28   | 2.74   | 1.54   | 1.12         | 1.02  | 0.88  | 2.04     |

## 交通
- 214国道、 348国道、 353国道
- 大理-鹤庆-丽江公路
- 308省道

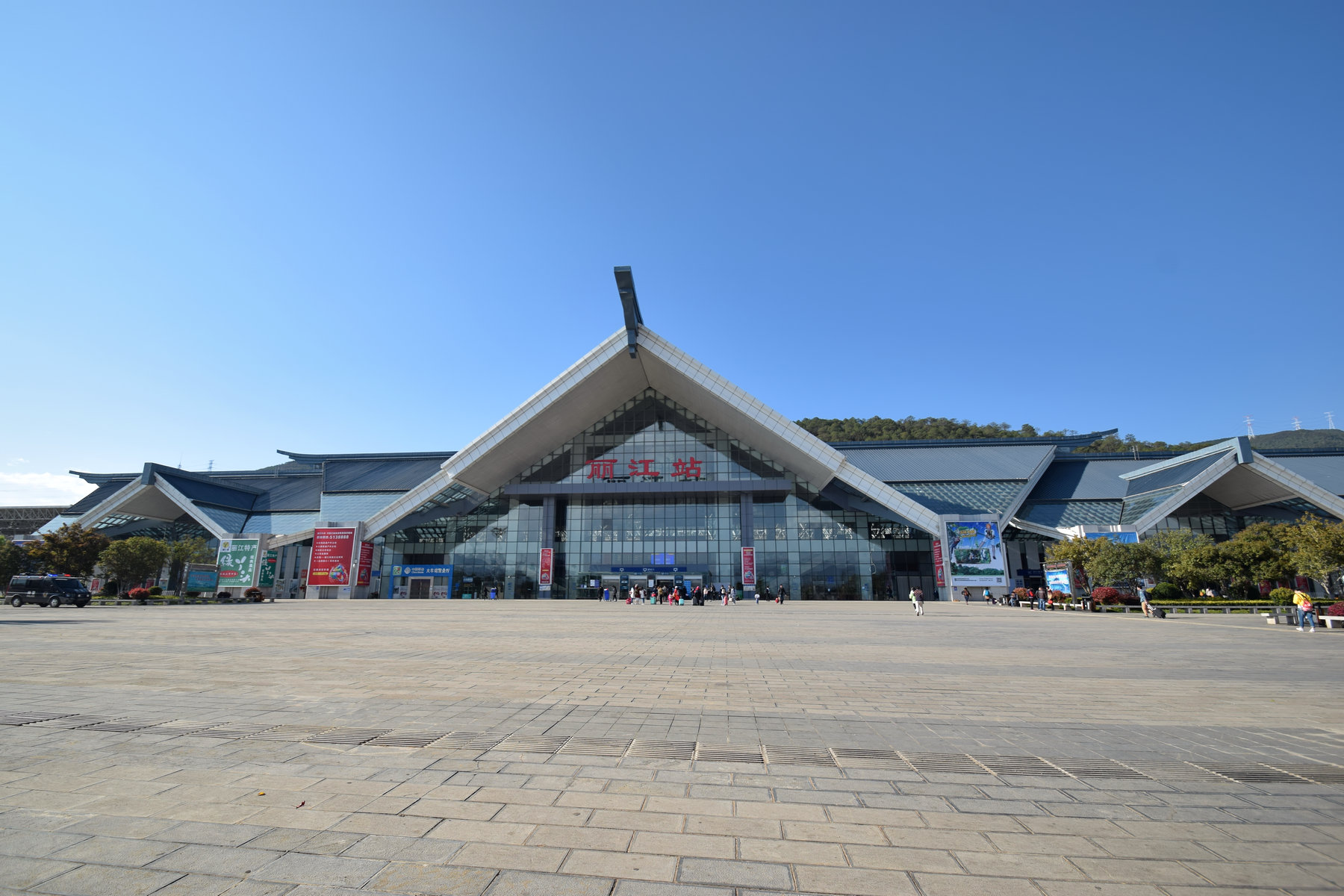
麗江火車站

- 大理-丽江铁路，于2009年底开通
- 丽江三义机场
- 丽江观光火车

## 全国重点文物保护单位
- 大宝积宫与琉璃殿
- 营盘村墓群
- 宝山石头城
- 黑龙潭古建筑群
- 金龙桥
- 大觉宫壁画
- 丽江普济寺
- 观音阁石刻造像
- 金沙江岩画

## 友好城市
- 日本高山市（2002年3月21日）[26]
- 加拿大新威斯敏斯特（2007年1月14日）[26]
- 大谢珀顿（英语：Shepparton）（2009年8月29日）[26]
- 美国罗亚诺克（2016年1月15日）[26]
- 法國阿尔比（2016年12月13日）[26][27]
- 瑞士采尔马特（2017年7月5日）[26][28]
- 新西兰旺阿努伊（2019年2月26日）[26]
- 德国巴特洪堡（2019年12月30日）[26][29]